# Иткульский сельсовет (Челябинская область)
Иткульский сельсовет — административно-территориальная единица, входившая в состав Верхнеуфалейского городского совета Челябинской области России.
Административный центр — село Иткуль.
Ныне территория Верхнеуфалейского городского округа.

## История
Иткульский сельский Совет рабочих, крестьянских и красноармейских депутатов образован в ноябре 1917 года на основании указания Екатеринбургского уездного Совета и входил в состав Пермской губернии Екатеринбургского уезда.
В 1924 году вошел в состав Уфалейского района Уральской области.
с января 1934 — Иткульский сельский Совет рабочих, крестьянских и красноармейских депутатов Уфалейского района Челябинской области (с 1939 г. — сельский Совет депутатов трудящихся).
С февраля 1944 стал относиться к Каслинскому району.
На основании Указа Президиума Верховного Совета РСФСР от 10 мая 1956 г. Иткульский
сельский Совет передан в административное подчинение Верхнеуфалейскому городскому Совету депутатов трудящихся.
С октября 1977 г. Иткульский сельский Совет депутатов трудящихся переименован в Иткульский сельский Совет народных депутатов.
С 12.12.1991 г. переименован в Администрацию села Иткуль.

## Состав сельсовета
На 1970, 1977 и 1980 годы входили:
- Иткуль — село, административный центр
- Даутово — деревня
- Каменушка — посёлок
- Ключи — деревня
- Красный Урал — хутор
- Сайма — хутор

## Инфраструктура
3 начальные школы, 1 восьмилетняя, 2 медпункта, отделение связи, клуб.